# LaLaport高雄
Mitsui Shopping Park LaLaport 高雄（簡稱LaLaport 高雄）為日本三井不動產於臺灣高雄市鳳山區國泰重劃區興建的親子複合式商場。建地位於國泰路二段和自由路口，面積4.3公頃，規劃進駐250個專櫃。

## 歷史
2021年12月14日，台糖鳳山國泰重劃區13007坪地上權，確定由台灣三井公司得標。
2022年3月23日，台灣三井不動產與台糖公司簽約，標租1.3萬坪商業用地，將興建廣達6萬坪的LaLaport購物中心，將於2023年動工，預計2026年完工。
2022年3月29日，國泰建設與台灣三井不動產簽訂三雄鳳山啦啦寶都(股)公司商業設施合資事業契約書，將共同投資Mitsui Shopping Park LaLaport 高雄，預計持股30％，打造南臺灣純日系休閒購物中心。

2023年6月30日，LaLaport高雄舉行動土典禮，將興建地上7層、地下2層，面積達6萬3000坪的複合型商場，預計將有270個專櫃品牌進駐，預計於2026年開幕。
2024年9月1日，LaLaport高雄興建工程上午發生工安意外，工地塔吊未懸掛物品卻發生基座突然斷裂倒塌，導致現場2名工人死亡，興建工程已被高雄市政府勞工局勒令停工，現已復工。

## 交通方式

### 高速公路
中山高速公路：

367B 高雄（中正一路）

367C 高雄（三多一路）

### 臺灣鐵路
屏東線：正義車站步行約15分

### 捷運
```
 
橘線
：
鳳山西站

 
橘線
、
 
黃線
：
衛武營站
步行3分
```